# هرگز رهایم مکن (فیلم ۱۹۵۳)
هرگز رهایم مکن (انگلیسی: Never Let Me Go) فیلمی در ژانر ماجراجویی، درام و رمانتیک است به کارگردانی دلمر دیوز که در سال ۱۹۵۳ منتشر شد. از بازیگران آن می‌توان به کلارک گیبل، جین تیرنی، ریچارد هایدن، کنت مور و تئودور بیکل اشاره کرد.